# Ель-Каньявате
Ель-Каньявате (ісп. El Cañavate) — муніципалітет в Іспанії, у складі автономної спільноти Кастилія-Ла-Манча, у провінції Куенка. Населення — 161 особа (2010).
Муніципалітет розташований на відстані близько 150 км на південний схід від Мадрида, 60 км на південь від Куенки.

## Демографія
Динаміка населення (INE ):